# Naturschutzgebiet Dierhäger Moor
Koordinaten: 54° 16′ 46,6″ N, 12° 20′ 14,6″ O
Das Naturschutzgebiet Dierhäger Moor ist ein 104 Hektar großes Naturschutzgebiet auf dem Gebiet der Gemeinde Dierhagen in Mecklenburg-Vorpommern einen Kilometer südwestlich von dessen Hauptort. Die Unterschutzstellung erfolgte am 23. November 1939 mit dem Zweck, durch Torfabbau und Entwässerung gestörtes Hochmoor zu schützen und zu entwickeln.
Der aktuelle Gebietszustand wird als unbefriedigend eingeschätzt, da der Wasserhaushalt der Flächen durch Entwässerungsmaßnahmen empfindlich gestört wurde. Es existieren keine öffentlichen Wege im Schutzgebiet.

## Geschichte
Das Dierhäger Moor geht auf eine Meersandebene zwischen der Mecklenburger Bucht und dem Saaler Bodden zurück. Die Ebene vermoorte im Laufe der Zeit und ein Regenmoor wuchs auf. Noch auf der Wiebekingschen Karte aus dem Jahr 1786 ist das Moor gehölzfrei und ohne Entwässerung. Es war von Wald umgeben. Im 19. Jahrhundert wurden Handtorfstiche angelegt, ab 1918 galt das Regenmoor als ausgetorft. Da dabei aber noch keine Entwässerungsgräben angelegt wurden, konnten sich der umgebende Bereich des Moores weiterhin natürlich entwickeln. Randbereiche des Moores wurden bis in die 1950er Jahre beweidet. Eine erhebliche Nutzungsintensivierung erfolgt ab 1960, da durch ein Schöpfwerk das Grundwasser abgesenkt wurde. Staatsjagd wurde ab den 1970er Jahren mit überhöhten Rothirschbeständen im Gebiet betrieben.

## Pflanzen- und Tierwelt
Seltene Hochmoorarten wie Sumpfporst, Torfmoose, Wollgras und Glocken-Heide kommen vereinzelt noch vor. In den aufgelassenen Torfstichen wächst Weißes Schnabelried. Den überwiegenden Teil der Flächen bedeckt ein Kiefern-Moorwald. Ringelnatter, Kreuzotter, Moorfrosch, Grasfrosch, Wald- und Zauneidechse und auch der Fischotter leben im Gebiet. Der Kranich ist als Brutvogel nachgewiesen.